# Kim Amy Duschek
Kim Amy Duschek (ur. 22 grudnia 2007) – niemiecka skoczkini narciarska, reprezentantka klubu SK Wernigerode 1911 e.V.. Medalistka mistrzostw świata juniorów (2024).

## Przebieg kariery
W sierpniu 2022 po raz pierwszy wystartowała w zawodach Alpen Cupu, w niemieckim Klingenthal zajmując 33. miejsce. Następnego dnia była osiemnasta, tym samym zdobywając pierwsze punkty tego cyklu.
W styczniu 2024 w szwedzkim Falun zadebiutowała w Pucharze Interkontynentalnym, plasując się na 19. pozycji. Wzięła też udział w Zimowych Igrzyskach Olimpijskich Młodzieży 2024, na których zajęła 15. miejsce indywidualnie i 4. w drużynie mieszanej. W lutym wystartowała na Mistrzostwach Świata Juniorów 2024 w Planicy, na których zajęła 20. miejsce indywidualnie oraz zdobyła brąz w konkursie drużynowym.
5 stycznia 2025 po raz pierwszy w karierze stanęła na podium Pucharu Interkontynentalnego, kończąc drugi konkurs w Falun na 2. pozycji.

## Mistrzostwa świata juniorów
| Miejsce | Dzień     | Rok  | Miejscowość | Skocznia            | Punkt K | HS     | Konkurs  | Skok 1 | Skok 2 | Nota                  | Strata    | Zwyciężczyni               |
| ------- | --------- | ---- | ----------- | ------------------- | ------- | ------ | -------- | ------ | ------ | --------------------- | --------- | -------------------------- |
| 20.     | 7 lutego  | 2024 | Planica     | Srednja skakalnica  | K-95    | HS-102 | indywid. | 89,0 m | 91,0 m | 207,5 pkt             | 58,8 pkt  | Tina Erzar                 |
| 3.      | 9 lutego  | 2024 | Planica     | Srednja skakalnica  | K-95    | HS-102 | druż.    | 88,5 m | 86,5 m | 786,1 pkt (190,4 pkt) | 120,4 pkt | Słowenia                   |
| 5.      | 12 lutego | 2025 | Lake Placid | MacKenzie Intervale | K-90    | HS-100 | indywid. | 89,5 m | 90,5 m | 196,6 pkt             | 45,2 pkt  | Ingvild Synnøve Midtskogen |

## Igrzyska olimpijskie młodzieży

### Indywidualnie
| 2024 Gangwon/Pjongczang | – | 15. miejsce |

### Drużynowo
| 2024 Gangwon/Pjongczang | – | 4. miejsce (drużyna mieszana) |

### Starty K. A. Duschek na igrzyskach olimpijskich młodzieży – szczegółowo
| Miejsce | Dzień       | Rok  | Miejscowość | Skocznia              | Punkt K | HS     | Konkurs  | Skok 1 | Skok 2 | Nota                  | Strata    | Zwyciężczyni |
| ------- | ----------- | ---- | ----------- | --------------------- | ------- | ------ | -------- | ------ | ------ | --------------------- | --------- | ------------ |
| 15.     | 20 stycznia | 2024 | Pjongczang  | Alpensia Jumping Park | K-98    | HS-109 | indywid. | 88,5 m | 80,5 m | 128,6 pkt             | 87,1 pkt  | Taja Bodlaj  |
| 4.      | 21 stycznia | 2024 | Pjongczang  | Alpensia Jumping Park | K-98    | HS-109 | druż.    | 76,0 m | 78,0 m | 733,6 pkt (110,4 pkt) | 160,1 pkt | Słowenia     |

## Puchar Świata

### Miejsca w poszczególnych konkursach indywidualnychPucharu Świata
stan na 23 lutego 2025
| Źródło | Źródło      | Źródło      | Źródło      | Źródło    | Źródło                 | Źródło     | Źródło  | Źródło  | Źródło  | Źródło  | Źródło | Źródło | Źródło    | Źródło      | Źródło      | Źródło | Źródło | Źródło     | Źródło     | Źródło | Źródło    | Źródło    | Źródło | Źródło | Źródło | Źródło | Źródło | Źródło | Źródło | Źródło | Źródło | Źródło | Źródło | Źródło | Źródło | Źródło | Źródło | Źródło | Źródło | Źródło | Źródło | Źródło | Źródło | Źródło | Źródło | Źródło | Źródło | Źródło | Źródło |
| --- | ----------- | ----------- | ----------- | --------- | ---------------------- | ---------- | ------- | ------- | ------- | ------- | ------ | ------ | --------- | ----------- | ----------- | ------ | ------ | ---------- | ---------- | ------ | --------- | --------- | ------ | ------ | ------ | ------ | ------ | ------ | ------ | ------ | ------ | ------ | ------ | ------ | ------ | ------ | ------ | ------ | ------ | ------ | ------ | ------ | ------ | ------ | ------ | ------ | ------ | ------ | ------ |
| Sezon 2024/2025 |             |             |             |           |                        |            |         |         |         |         |        |        |           |             |             |        |        |            |            |        |           |           |        |        |        |        |        |        |        |        |        |        |        |        |        |        |        |        |        |        |        |        |        |        |        |        |        |        |        |
| Lillehammer | Lillehammer | Zhangjiakou | Zhangjiakou | Engelberg | Garmisch-Partenkirchen | Oberstdorf | Villach | Villach | Sapporo | Sapporo | Zaō    | Zaō    | Willingen | Lake Placid | Lake Placid | Ljubno | Ljubno | Hinzenbach | Hinzenbach | Oslo   | Vikersund | Vikersund | Lahti  | Lahti  | punkty |        |        |        |        |        |        |        |        |        |        |        |        |        |        |        |        |        |        |        |        |        |        |        |        |
| - | -           | -           | -           | -         | q                      | -          | -       | -       | -       | -       | -      | -      | -         | -           | -           | -      | -      | -          | -          |        |           |           |        |        | 0      |        |        |        |        |        |        |        |        |        |        |        |        |        |        |        |        |        |        |        |        |        |        |        |        |
| Legenda |             |             |             |           |                        |            |         |         |         |         |        |        |           |             |             |        |        |            |            |        |           |           |        |        |        |        |        |        |        |        |        |        |        |        |        |        |        |        |        |        |        |        |        |        |        |        |        |        |        |
| 1 2 3 4-10 11-30 poniżej 30 dq – dyskwalifikacja q – dyskwalifikacja w kwalifikacjach q – zawodniczka nie zakwalifikowała się - – zawodniczka nie wystartowała |             |             |             |           |                        |            |         |         |         |         |        |        |           |             |             |        |        |            |            |        |           |           |        |        |        |        |        |        |        |        |        |        |        |        |        |        |        |        |        |        |        |        |        |        |        |        |        |        |        |

## Letnie Grand Prix

### Miejsca w poszczególnych konkursach indywidualnychLGP
stan po zakończeniu LGP 2024
| Źródło | Źródło           | Źródło       | Źródło       | Źródło            | Źródło | Źródło | Źródło | Źródło | Źródło | Źródło | Źródło | Źródło | Źródło | Źródło | Źródło | Źródło | Źródło | Źródło | Źródło | Źródło | Źródło | Źródło | Źródło | Źródło | Źródło | Źródło | Źródło | Źródło | Źródło | Źródło | Źródło | Źródło | Źródło | Źródło | Źródło | Źródło | Źródło | Źródło | Źródło |
| --- | ---------------- | ------------ | ------------ | ----------------- | ------ | ------ | ------ | ------ | ------ | ------ | ------ | ------ | ------ | ------ | ------ | ------ | ------ | ------ | ------ | ------ | ------ | ------ | ------ | ------ | ------ | ------ | ------ | ------ | ------ | ------ | ------ | ------ | ------ | ------ | ------ | ------ | ------ | ------ | ------ |
| 2024 |                  |              |              |                   |        |        |        |        |        |        |        |        |        |        |        |        |        |        |        |        |        |        |        |        |        |        |        |        |        |        |        |        |        |        |        |        |        |        |        |
| Courchevel 13.08 | Courchevel 14.08 | Râșnov 21.09 | Râșnov 22.09 | Klingenthal 05.10 | punkty | punkty | punkty | punkty | punkty | punkty | punkty | punkty | punkty | punkty | punkty | punkty | punkty | punkty | punkty | punkty | punkty | punkty | punkty |        |        |        |        |        |        |        |        |        |        |        |        |        |        |        |        |
| - | -                | -            | -            | q                 | 0      | 0      | 0      | 0      | 0      | 0      | 0      | 0      | 0      | 0      | 0      | 0      | 0      | 0      | 0      | 0      | 0      | 0      | 0      |        |        |        |        |        |        |        |        |        |        |        |        |        |        |        |        |
| Legenda |                  |              |              |                   |        |        |        |        |        |        |        |        |        |        |        |        |        |        |        |        |        |        |        |        |        |        |        |        |        |        |        |        |        |        |        |        |        |        |        |
| 1 2 3 4-10 11-30 poniżej 30 dq – dyskwalifikacja q – dyskwalifikacja w kwalifikacjach q – zawodniczka nie zakwalifikowała się - – zawodniczka nie wystartowała |                  |              |              |                   |        |        |        |        |        |        |        |        |        |        |        |        |        |        |        |        |        |        |        |        |        |        |        |        |        |        |        |        |        |        |        |        |        |        |        |

## Puchar Interkontynentalny

### Miejsca w klasyfikacji generalnej
| Sezon     | Miejsce |
| --------- | ------- |
| 2023/2024 | 46.     |

### Miejsca na podium w konkursach indywidualnych Pucharu Interkontynentalnego chronologicznie
| 1. | 5 stycznia  | 2025 | Falun         | Lugnet                   | K-90  | HS-100 | 90,0 m  | 90,0 m  | 224,0 pkt | 2. | 24,2 pkt | Emely Torazza |
| 2. | 17 stycznia | 2025 | Bischofshofen | im. Paula Ausserleitnera | K-125 | HS-142 | 131,5 m | 133,5 m | 260,8 pkt | 2. | 11,6 pkt | Emely Torazza |

### Miejsca w poszczególnych konkursachPucharu Interkontynentalnego
stan na 18 stycznia 2025
| Źródło                                                                            | Źródło            | Źródło        | Źródło        | Źródło      | Źródło      | Źródło              | Źródło              | Źródło           | Źródło           | Źródło        | Źródło        | Źródło      | Źródło      | Źródło | Źródło | Źródło | Źródło | Źródło | Źródło | Źródło | Źródło | Źródło | Źródło | Źródło | Źródło | Źródło | Źródło | Źródło | Źródło | Źródło | Źródło | Źródło | Źródło | Źródło | Źródło | Źródło | Źródło | Źródło | Źródło |
| --------------------------------------------------------------------------------- | ----------------- | ------------- | ------------- | ----------- | ----------- | ------------------- | ------------------- | ---------------- | ---------------- | ------------- | ------------- | ----------- | ----------- | ------ | ------ | ------ | ------ | ------ | ------ | ------ | ------ | ------ | ------ | ------ | ------ | ------ | ------ | ------ | ------ | ------ | ------ | ------ | ------ | ------ | ------ | ------ | ------ | ------ | ------ |
| Sezon 2023/2024                                                                   |                   |               |               |             |             |                     |                     |                  |                  |               |               |             |             |        |        |        |        |        |        |        |        |        |        |        |        |        |        |        |        |        |        |        |        |        |        |        |        |        |        |
| Lillehammer HS98                                                                  | Lillehammer HS98  | Notodden HS98 | Notodden HS98 | Falun HS100 | Falun HS100 | Innsbruck HS128     | Innsbruck HS128     | Brotterode HS117 | Brotterode HS117 | Lahti HS130   | Lahti HS130   | punkty      | punkty      | punkty | punkty | punkty | punkty | punkty | punkty | punkty | punkty | punkty | punkty | punkty | punkty | punkty | punkty | punkty | punkty | punkty |        |        |        |        |        |        |        |        |        |
| -                                                                                 | -                 | -             | -             | 19          | 9           | -                   | -                   | -                | -                | -             | -             | 41          | 41          | 41     | 41     | 41     | 41     | 41     | 41     | 41     | 41     | 41     | 41     | 41     | 41     | 41     | 41     | 41     | 41     | 41     |        |        |        |        |        |        |        |        |        |
| Sezon 2024/2025                                                                   |                   |               |               |             |             |                     |                     |                  |                  |               |               |             |             |        |        |        |        |        |        |        |        |        |        |        |        |        |        |        |        |        |        |        |        |        |        |        |        |        |        |
| Zhangjiakou HS106                                                                 | Zhangjiakou HS106 | Notodden HS98 | Notodden HS98 | Falun HS100 | Falun HS100 | Bischofshofen HS142 | Bischofshofen HS142 | Villach HS98     | Villach HS98     | Oberhof HS100 | Oberhof HS100 | Lahti HS130 | Lahti HS130 | punkty |        |        |        |        |        |        |        |        |        |        |        |        |        |        |        |        |        |        |        |        |        |        |        |        |        |
| -                                                                                 | -                 | -             | -             | 12          | 2           | 2                   | 13                  |                  |                  |               |               |             |             | 202    |        |        |        |        |        |        |        |        |        |        |        |        |        |        |        |        |        |        |        |        |        |        |        |        |        |
| Legenda                                                                           |                   |               |               |             |             |                     |                     |                  |                  |               |               |             |             |        |        |        |        |        |        |        |        |        |        |        |        |        |        |        |        |        |        |        |        |        |        |        |        |        |        |
| 1 2 3 4-10 11-30 poniżej 30 dq – dyskwalifikacja - – zawodniczka nie wystartowała |                   |               |               |             |             |                     |                     |                  |                  |               |               |             |             |        |        |        |        |        |        |        |        |        |        |        |        |        |        |        |        |        |        |        |        |        |        |        |        |        |        |

## Letni Puchar Interkontynentalny

### Miejsca w klasyfikacji generalnej
| Sezon | Miejsce |
| ----- | ------- |
| 2024  | 27.     |

### Miejsca w poszczególnych konkursachLetniego Pucharu Interkontynentalnego
stan po zakończeniu LPI 2024
| Źródło                                                                            | Źródło             | Źródło          | Źródło          | Źródło      | Źródło      | Źródło           | Źródło           | Źródło      | Źródło      | Źródło | Źródło | Źródło | Źródło | Źródło | Źródło | Źródło | Źródło | Źródło | Źródło | Źródło | Źródło | Źródło | Źródło | Źródło | Źródło | Źródło | Źródło | Źródło | Źródło | Źródło | Źródło | Źródło | Źródło | Źródło | Źródło | Źródło | Źródło | Źródło | Źródło |
| --------------------------------------------------------------------------------- | ------------------ | --------------- | --------------- | ----------- | ----------- | ---------------- | ---------------- | ----------- | ----------- | ------ | ------ | ------ | ------ | ------ | ------ | ------ | ------ | ------ | ------ | ------ | ------ | ------ | ------ | ------ | ------ | ------ | ------ | ------ | ------ | ------ | ------ | ------ | ------ | ------ | ------ | ------ | ------ | ------ | ------ |
| 2024                                                                              |                    |                 |                 |             |             |                  |                  |             |             |        |        |        |        |        |        |        |        |        |        |        |        |        |        |        |        |        |        |        |        |        |        |        |        |        |        |        |        |        |        |
| Hinterzarten HS109                                                                | Hinterzarten HS109 | Trondheim HS102 | Trondheim HS102 | Stams HS115 | Stams HS115 | Einsiedeln HS117 | Einsiedeln HS117 | Otepää HS97 | Otepää HS97 | punkty | punkty | punkty | punkty | punkty | punkty | punkty | punkty | punkty | punkty | punkty | punkty | punkty | punkty | punkty | punkty | punkty | punkty | punkty |        |        |        |        |        |        |        |        |        |        |        |
| 24                                                                                | 33                 | -               | -               | -           | -           | 5                | 5                | -           | -           | 97     | 97     | 97     | 97     | 97     | 97     | 97     | 97     | 97     | 97     | 97     | 97     | 97     | 97     | 97     | 97     | 97     | 97     | 97     |        |        |        |        |        |        |        |        |        |        |        |
| Legenda                                                                           |                    |                 |                 |             |             |                  |                  |             |             |        |        |        |        |        |        |        |        |        |        |        |        |        |        |        |        |        |        |        |        |        |        |        |        |        |        |        |        |        |        |
| 1 2 3 4-10 11-30 poniżej 30 dq – dyskwalifikacja - – zawodniczka nie wystartowała |                    |                 |                 |             |             |                  |                  |             |             |        |        |        |        |        |        |        |        |        |        |        |        |        |        |        |        |        |        |        |        |        |        |        |        |        |        |        |        |        |        |

## FIS Cup

### Miejsca w poszczególnych konkursachFIS Cupu
| Źródło                                                                            | Źródło        | Źródło           | Źródło           | Źródło      | Źródło      | Źródło       | Źródło       | Źródło        | Źródło        | Źródło       | Źródło       | Źródło        | Źródło        | Źródło | Źródło | Źródło | Źródło | Źródło | Źródło | Źródło | Źródło | Źródło | Źródło | Źródło | Źródło | Źródło | Źródło | Źródło | Źródło | Źródło | Źródło | Źródło | Źródło | Źródło | Źródło | Źródło | Źródło | Źródło | Źródło |
| --------------------------------------------------------------------------------- | ------------- | ---------------- | ---------------- | ----------- | ----------- | ------------ | ------------ | ------------- | ------------- | ------------ | ------------ | ------------- | ------------- | ------ | ------ | ------ | ------ | ------ | ------ | ------ | ------ | ------ | ------ | ------ | ------ | ------ | ------ | ------ | ------ | ------ | ------ | ------ | ------ | ------ | ------ | ------ | ------ | ------ | ------ |
| Sezon 2022/2023                                                                   |               |                  |                  |             |             |              |              |               |               |              |              |               |               |        |        |        |        |        |        |        |        |        |        |        |        |        |        |        |        |        |        |        |        |        |        |        |        |        |        |
| Szczyrk HS104                                                                     | Szczyrk HS104 | Einsiedeln HS117 | Einsiedeln HS117 | Kranj HS109 | Kranj HS109 | Villach HS98 | Villach HS98 | Szczyrk HS104 | Szczyrk HS104 | Villach HS98 | Villach HS98 | Oberhof HS100 | Oberhof HS100 | punkty | punkty | punkty | punkty | punkty | punkty | punkty | punkty | punkty | punkty | punkty | punkty | punkty | punkty | punkty | punkty | punkty | punkty | punkty |        |        |        |        |        |        |        |
| -                                                                                 | -             | -                | -                | -           | -           | -            | -            | -             | -             | -            | -            | 38            | 36            | 0      | 0      | 0      | 0      | 0      | 0      | 0      | 0      | 0      | 0      | 0      | 0      | 0      | 0      | 0      | 0      | 0      | 0      | 0      |        |        |        |        |        |        |        |
| Legenda                                                                           |               |                  |                  |             |             |              |              |               |               |              |              |               |               |        |        |        |        |        |        |        |        |        |        |        |        |        |        |        |        |        |        |        |        |        |        |        |        |        |        |
| 1 2 3 4-10 11-30 poniżej 30 dq – dyskwalifikacja - – zawodniczka nie wystartowała |               |                  |                  |             |             |              |              |               |               |              |              |               |               |        |        |        |        |        |        |        |        |        |        |        |        |        |        |        |        |        |        |        |        |        |        |        |        |        |        |